# ペトログラード労兵ソビエト
ペトログラード労兵ソビエト（ペトログラードろうへいソビエト)、またはペトログラード労働者・兵士代表ソビエト(ペトログラードろうどうしゃへいしだいひょうソビエト、ロシア語:Петроградский_совет_рабочих_и_солдатских_депутатов）は、1917年のロシア革命時に、当時のロシア帝国の首都だったペトログラード（現・サンクトペテルブルク）で結成されたソビエト(評議会）。
革命後は労農赤軍の部隊となった。

## 歴史

### サンクトペテルベルク・ソヴィエト
1905年のロシア第一革命以降、10月14日に首都でサンクトペテルベルク・ソヴィエトが誕生した。工場労働者562人により、50日間存続し、議長はホルスターレフ・ノサール、副議長はメンシェヴィキのトロツキーと社会革命党のアフクセンチエフだった。ソヴィエトは週刊の公報「イズヴェスチヤ・ソヴィエタ・ラボチフ・ジェプタートフ（労働者代議員ソヴィエト便り）」を刊行した。のちのソビエト連邦国家は機関紙イズベスチヤをこの後身であると主張した。

セルゲイ・ウィッテは皇帝に柔軟な対応をとき、十月詔書を発表。自由主義者は十月詔書は不十分としながら、カデットを結成する一方、ペテルベルク・ソヴィエトは武装解除しなかった。政府はホルスターレフを逮捕し、トロツキーが議長になるが、数日後、ペテルベルク・ソヴィエトは解散命令をうけ、トロツキーも逮捕された。
ソヴィエトはモスクワに伝播した。ボリシェヴィキはモスクワソヴィエトに姿を見せなかったが、市街地での武装闘争の組織に没頭し、武器を小グループに配備した。12月、モスクワソヴィエトの指導者が逮捕された。

### ペトログラード労兵ソビエト

労農赤軍のマーク

労農赤軍の旗

2月革命時に誕生し、臨時政府側の白軍と敵対していた。